# Hainhölzer Friedhof

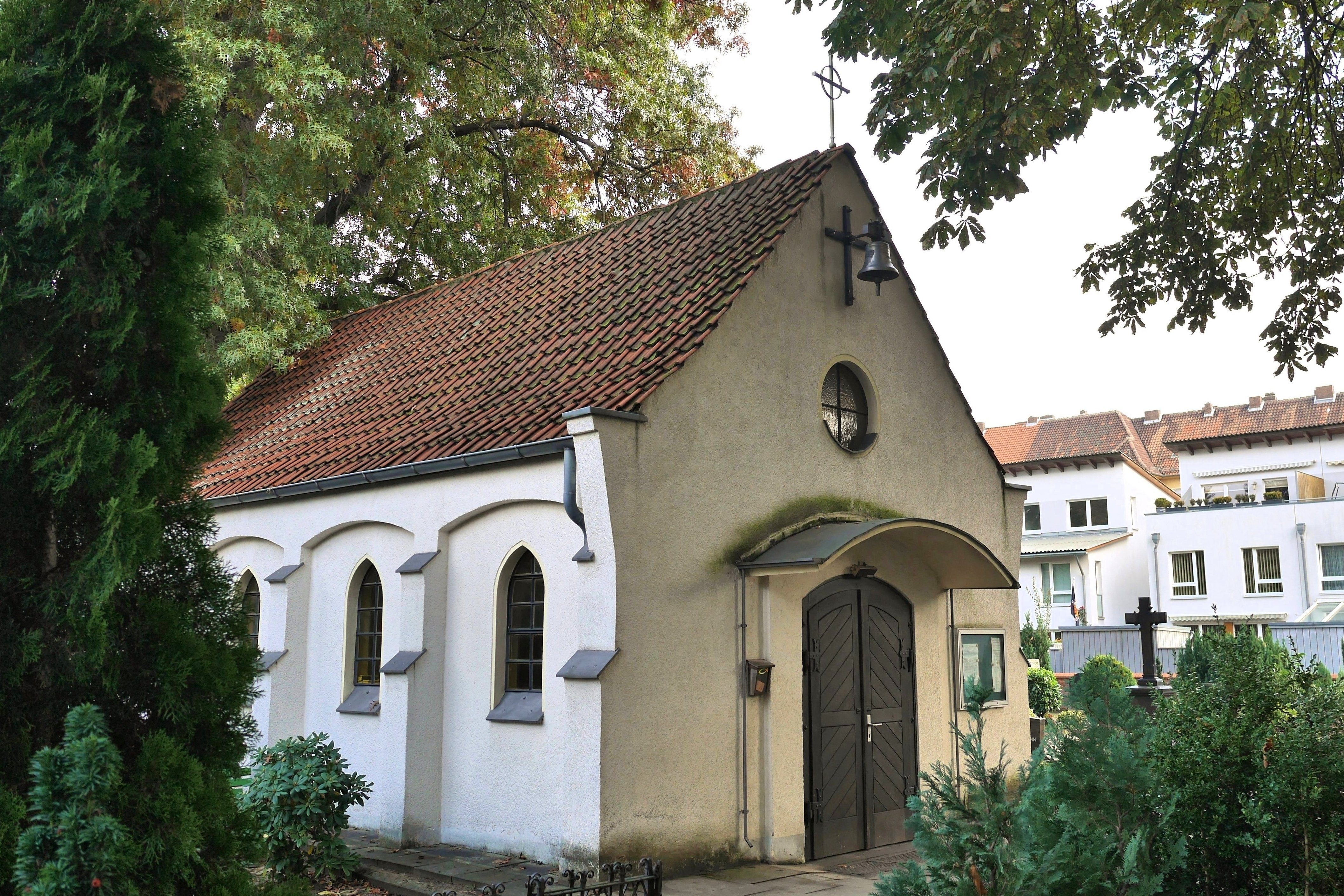
Friedhofskapelle außen

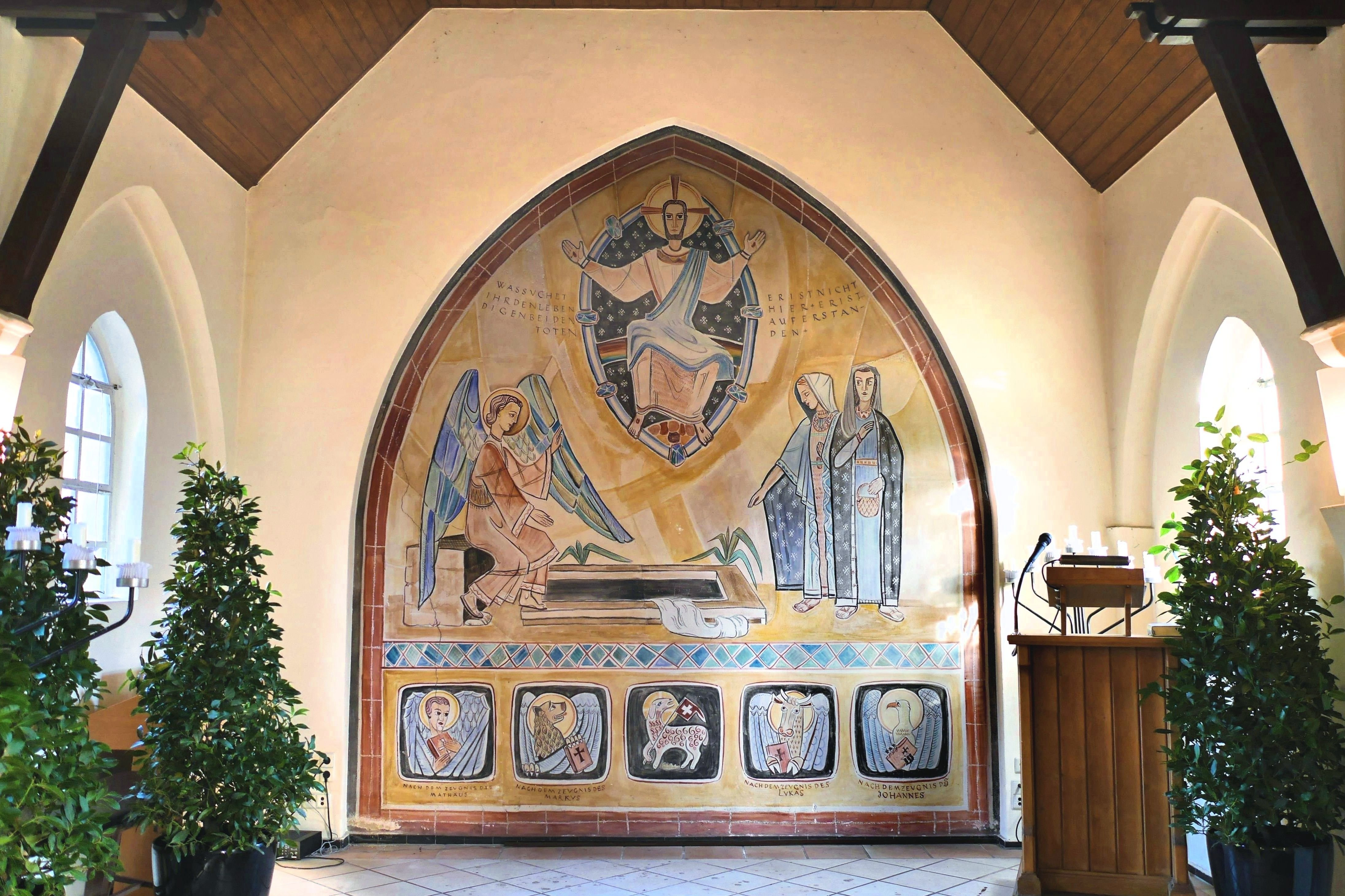
Friedhofskapelle innen

Der Hainhölzer Friedhof ist Eigentum der evangelisch-lutherischen Kirchengemeinde Hannover-Hainholz.
Er wurde im Jahr 1859 angelegt und im Jahre 1884 erweitert. Er ist ca. 1.6497 Hektar groß und liegt zwischen den Straßen: Moorkamp, Bunnenbergstraße, Auf dem Dorn und Scheelenkamp.

## Geschichte
Bis 1859 wurden die Toten aus den Vordörfern der Stadt Hannover Herrenhausen, Hainholz, Vahrenwald und List auf dem Nikolaifriedhof begraben.
1859 wurde der Friedhof geschlossen und der Stadtfriedhof Engesohde im Süden Hannovers wurde neu angelegt.
Die Dörfer im Norden Hannovers gründeten außerdem eigene Friedhöfe, den Herrenhäuser Friedhof und den Hainhölzer Friedhof.
Für den Hainhölzer Friedhof stellten Bauern aus List, Vahrenwald und Hainholz das Land zur Verfügung und bekamen je nach Größe ihrer Höfe „Hofstellen“ zugeteilt. Auch andere Bewohner der drei Dörfer konnten Grabstellen erwerben. Mehr als 140 Jahre durften nur evangelische Christen aus dem Bereich der drei Dörfern dort beerdigt werden, aus der Hainhölzer Kirchengemeinde, der späteren Heilig-Geist-Gemeinde in Vahrenwald, der Lukas Gemeinde (List), der Matthäuskirchengemeinde (List) und der Vahrenwalder Kirchengemeinde.
2006 wurde der Hainhölzer Friedhof auch für evangelische und katholische Christen aus den Stadtteilen Vinnhorst, Nordstadt, Ledeburg und Stöcken geöffnet.
1892 wurde die erste Leichenhalle gebaut. Das Blumenhaus an der Straße Auf dem Dorn wurde im Zweiten Weltkrieg zerstört und 1951 wieder aufgebaut, 1955 wurde die Friedhofskapelle erweitert und erhielt das Freskengemälde Auferstehung. Seit 1998 hat der Friedhof eine eigene Glocke.